# وارطان پاهلئوانیان
وارطان پاهلئوانیان (ارمنی: Վարդան Փահլևանյան؛ زادهٔ ۲۷ فوریهٔ ۱۹۸۸) ورزشکار دو و میدانی در رشته پرش طول اهل ارمنستان است. وی در بازی‌های المپیک تابستانی ۲۰۱۲ در  پرش طول مردان به رقابت پرداخت.